# Eva (Alabama)
Eva – miasto w Stanach Zjednoczonych, w stanie Alabama, w hrabstwie Morgan. W roku 2023 miasto zamieszkiwało 589 osób, a gęstość zaludnienia wynosiła 77,5 osoby/km².